# 2016 en football
Cette page rassemble les faits marquants de l'année 2016 en football.

## Chronologie mensuelle

### Janvier
- 1 janvier: Cristiano ronaldo, joueur de foot portugais, fête le nouvel an
- 4 janvier : Florentino Pérez, président du Real Madrid, limoge l'entraîneur de l'équipe première, Rafael Benítez, remplacé par Zinédine Zidane, jusqu'alors entraîneur de l'équipe réserve, le Real Madrid Castilla[1].
- 11 janvier : Lionel Messi remporte son cinquième Ballon d'or devant le Portugais Cristiano Ronaldo et son coéquipier au FC Barcelone, Neymar[2].
- 17 janvier : L'AS Saint-Étienne remporte le centième derby rhônalpin en Ligue 1 contre l'Olympique lyonnais sur le score de un but à zéro[3].

### Février
- 13 février : Décès de Trifon Ivanov, ancien international bulgare, d'une crise cardiaque à l'âge de 50 ans[4].
- 20 février: Le TP Mazembe remporte la Supercoupe de la CAF 2016 face à l’Étoile du Sahel sur le score de 2-1
- 26 février : Gianni Infantino est devenu le 9e président de la FIFA, succédant à Joseph Blatter[5].
- 28 février : Manchester City remporte la Coupe de la Ligue 2015-16 face à Liverpool (1-1 a.p. 3 tir au but 1)[6].

### Mars
- 10 mars : Roberto Perfumo, ancien international argentin décède à l'âge de 73 ans d'un anévrisme provoqué par une chute d'escalier. Surnommé El Mariscal, il était considéré comme l'un des meilleurs défenseurs argentins de tous les temps.
- 13 mars : Le Paris Saint-Germain est sacré champion de France dès la 30e journée après une victoire au Stade de l'Aube face à Troyes, acquise sur le score fleuve de 9-0. Il s'agit de son quatrième titre d'affilée[7].
- 24 mars : Johan Cruyff, ancien international néerlandais (48 sélections) joueur puis entraîneur du FC Barcelone et triple vainqueur du ballon d'or décède des suites d'un cancer du poumon a l'âge de 68 ans. Il est considéré comme l'un des joueurs majeurs de l'histoire du ballon rond.

### Avril
- 2 avril : Lors du clásico, le Real Madrid bat le FC Barcelone (2-1) et empêche son adversaire d'atteindre 40 matchs sans défaite.
- 17 avril : Lionel Messi marque le 500e but de sa carrière, toutes compétitions confondues, à l'occasion du match Barcelone-Valence de la 33e journée du championnat d'Espagne.
- 23 avril : Le Paris Saint-Germain remporte la Coupe de la Ligue 2015-16 face à Lille (2-1) au Stade de France[8].
- 25 avril : La Juventus de Turin est sacrée championne d'Italie sans jouer, profitant de la défaite de Naples face à l'AS Rome. Il s'agit de son cinquième scudetto d'affilée[9].
- 27 avril : Le Club América s'impose 2 à 1 en finale retour (2-0 au match aller) et remporte sa septième Ligue des champions de la CONCACAF dans une finale 100 % mexicaine disputer face aux Tigres UANL

### Mai
- 2 mai : Leicester City est sacré champion d'Angleterre pour la première fois de son histoire, grâce au match nul concédé par son dauphin Tottenham sur la pelouse de Chelsea (2-2)[10].
- 6 mai : Décès de Patrick Ekeng lors de la 70e minute du match du championnat de Roumanie entre le Dinamo Bucarest et Viitorul Constanța à la suite d'une crise cardiaque.
- 7 mai : À une journée de la fin du championnat, après sa victoire 1-2 sur le terrain d'Ingolstadt, le Bayern Munich s'octroie son 26e titre de champion d'Allemagne. Il s'agit de son quatrième sacre consécutif, une première dans l'histoire de la Bundesliga[11].
- 14 mai :
  - Victorieux à Grenade CF (3-0) lors de la 38e journée de la Liga, le FC Barcelone a conservé son titre et remporté le championnat d'Espagne pour la 24e fois de son histoire[12].
  - Au terme d'un incroyable match sur la pelouse du Angers SCO le Toulouse FC parvient à se maintenir en Ligue 1. Pascal Dupraz, nommé à la tête du club en mars 2016 alors que le club comptait 10 points de retard sur le premier non relégable, réussit un exploit jusqu'alors jamais réalisé dans l'histoire du football professionnel[13].
- 18 mai : Séville remporte sa 5e Ligue Europa en battant Liverpool par trois buts à un, lors de la finale de la Ligue Europa 2015-16, au Parc Saint-Jacques à Bâle.
- 21 mai :
  - Manchester United remporte la finale de la FA Cup 2015-16, au Stade de Wembley à Londres, en battant Crystal Palace deux buts à un après prolongation. Manchester United égale ainsi le record de coupes détenu par Arsenal (12 trophées).
  - Le Bayern Munich remporte la finale de la Coupe d'Allemagne 2015-16 en s'imposant aux tirs au but (0-0, 4 tab 3) face au Borussia Dortmund, au Stade olympique de Berlin. Il s'agit du dernier match de Pep Guardiola à la tête des Bavarois.
  - La Juventus de Turin remporte la finale de la Coupe d'Italie 2015-16 face au Milan AC (1-0 a.p.) au Stade olympique de Rome. Il s'agit du 11e trophée des Bianconeri dans la compétition.
  - Le Paris Saint-Germain s'adjuge son 10e trophée de Coupe de France en battant l'Olympique de Marseille par quatre buts à deux lors de la finale de la Coupe de France 2015-16 au Stade de France. Le Paris Saint-Germain égale le record de coupes détenu par son adversaire marseillais (10 trophées). Il s'agit aussi du dernier match de l'attaquant suédois Zlatan Ibrahimović sous les couleurs parisiennes.
- 22 mai : Le FC Barcelone s'octroie sa 28e Coupe du Roi en battant Séville 2-0 a.p. en finale de la Coupe du Roi 2015-16 au Stade Vicente-Calderón de Madrid.
- 27 mai : Le Racing Club de Strasbourg Alsace termine champion de National, et parvient à retrouver le monde professionnel et la Ligue 2, cinq années après avoir subi une liquidation judiciaire et être reparti en CFA 2 en 2011.
- 28 mai : Le Real Madrid remporte sa 11e Ligue des champions de l'UEFA en battant son voisin et rival de l'Atlético Madrid aux tirs au but (1-1 a.p. 5 tab 3) lors de la finale de la Ligue des champions 2015-16 disputé au Stade Giuseppe-Meazza à Milan.
- 29 mai : Lanús devient champion d'Argentine pour la deuxième fois en battant San Lorenzo 4-0 lors de la finale du championnat d'Argentine 2016[14].

### Juin
- 3 juin : Ouverture de la 45e édition de la Copa América, qui fête son centenaire, aux États-Unis.
- 10 juin : Ouverture de la 15e édition du Championnat d'Europe de football en France.
- 11 juin : La Nouvelle-Zélande remporte la 10e édition de la Coupe d'Océanie de football en battant aux tirs au but la Papouasie-Nouvelle-Guinée (0-0 a.p. 4 tab 2). Il s'agit du cinquième titre des Néo-Zélandais dans cette compétition.
- 26 juin : Le Chili remporte sa deuxième Copa América, aux tirs au but, face à l'Argentine de Messi, suivant un scénario identique à celui de la Copa América 2015.

### Juillet
- 10 juillet : Le Portugal bat la France en finale du Championnat d'Europe de football au Stade de France à Saint-Denis (1-0 a.p., but d'Éder à la 109e minute). Il s'agit du premier titre des Portugais dans leur histoire.
- 27 juillet : L'Atlético Nacional de Medellín (Colombie) remporte sa deuxième Copa Libertadores en battant le club équatorien d'Independiente del Valle 1-0 lors du match-retour de la finale de la Copa Libertadores 2016 (1-1 au match-aller).

### Août
- 3 au 19 août : Tournois masculins et féminins (moins de 23 ans) des Jeux olympiques d'été au Brésil.
- 6 août : Le Paris-Saint-Germain remporte son 6e Trophée des champions aux dépens de l'Olympique lyonnais (4-1). Il s'agit du premier match officiel à la tête des Parisiens de l'entraîneur espagnol Unai Emery qui remplace Laurent Blanc, parti en juin.
- 7 août : Le Manchester United de José Mourinho remporte le Community Shield en dominant Leicester City (2-1) avec notamment un but de sa nouvelle recrue Zlatan Ibrahimović[15]. C'est le 21e titre des Mancuniens dans cette compétition, le premier de Mourinho à la tête des Red Devils.
- 9 août : Le Real Madrid remporte la Supercoupe de l'UEFA 2016 en battant le Séville FC (3-2 a.p.). Il s'agit du troisième titre des Madrilènes dans cette compétition.
- 14 août : Le Bayern Munich de Carlo Ancelotti remporte la Supercoupe d'Allemagne en s'imposant 2-0 sur le Borussia Dortmund et égale ainsi son adversaire du soir au nombre de titres dans cette compétition (cinq titres chacun).
- 16 août : L'ancien président de la FIFA, João Havelange, décède à Rio de Janeiro à l'âge de cent ans[16].
- 17 août : Le FC Barcelone s'impose 3-0 au Camp Nou sur le Séville FC lors du match-retour de la Supercoupe d'Espagne 2016 (2-0 lors de la manche aller, le 14 août) et s'octroie cette compétition pour la douzième fois de son histoire.
- 19 août : L'Allemagne s'impose sur la Suède sur le score de deux buts à un lors de la finale du tournoi olympique féminin de football 2016 au Stade Maracanã. Il s'agit de la première médaille d'or olympique décrochée par les footballeuses allemandes.
- 20 août : Le Brésil remporte la finale du tournoi olympique masculin de football 2016 en battant l'Allemagne aux tirs au but (1-1 a.p. 5 tab 4) au Stade Maracanã. Les Brésiliens s'octroient pour la première fois la médaille d'or olympique en football, après trois tentatives infructueuses en 1984, 1988 et 2012.
- 25 août : River Plate (vainqueur de la Copa Libertadores 2015) s'impose à domicile 2-1 sur Santa Fe (vainqueur de la Copa Sudamericana 2015) lors de la finale retour de la Recopa Sudamericana (0-0 au match aller, à Bogota, le 18 août). Le club de Buenos Aires remporte ainsi son deuxième trophée dans cette compétition.

### Octobre
- 23 octobre : Malgré une défaite 1 à 0 au match retour cela ne suffit pas pour empêcher les Sud-Africains de Mamelodi Sundowns qui avaient gagné le 15 octobre dernier le match aller 3 à 0 de remporter leur premier titre en Ligue des champions de la CAF face au Égyptiens de Zamalek.
- 25 octobre : Carlos Alberto, capitaine de la légendaire équipe du Brésil – championne du monde en 1970 – succombe à un infarctus, à l'âge de 72 ans[17].

### Novembre
- 1 novembre : lors du grand derby Algeriens l'USM Alger remporte la Supercoupe d'Algérie face au MC Alger
- 6 novembre : Le TP Mazembe remporte la Coupe de la confédération de la CAF 2016 face au MO Béjaïa
- 26 novembre : Le Jeonbuk Hyundai Motors FC (Corée du Sud) remporte la deuxième Ligue des champions de l'AFC de son histoire face au club émirati d'Al Ain Club en concédant un match nul 1 à 1 au match retour et après avoir gagné le 19 novembre dernier le match aller 2 à 1 lors de la finale de la Ligue des champions de l'AFC 2016.
- 28 novembre : Crash de l'avion transportant l'équipe brésilienne de Chapecoense avec à son bord 72 passagers et 9 membres d'équipage[18]. Le bilan fait état de 71 morts et seulement 6 survivants dont 3 joueurs.

### Décembre
- 3 décembre : Le Clásico entre le FC Barcelone et le Real Madrid au Camp Nou débouche sur un match nul, 1-1, buts de Luis Suárez (56e min) et Sergio Ramos (90e min).
- 5 décembre : La CONMEBOL désigne officiellement le Chapecoense, dont l'équipe a été décimée par un crash aérien le 28 novembre, à la veille de la finale censée l'opposer à l'Atlético Nacional (Colombie), vainqueur de la Copa Sudamericana 2016. Chapecoense disputera donc l'édition 2017 de la Copa Libertadores[19].
- 8 décembre : Ouverture de la 13e édition de la Coupe du monde des clubs de la FIFA 2016 au Japon.
- 13 décembre : Le Portugais Cristiano Ronaldo remporte son quatrième Ballon d'or avec 47,18 % des suffrages, devant l'Argentin Lionel Messi (2e) avec 20,01 % et le Français Antoine Griezmann (3e) avec 12,54 % de voix.
- 18 décembre : Le Real Madrid remporte la finale de la Coupe du monde des clubs de la FIFA 2016 en s'imposant en prolongation 4-2 face aux Japonais de Kashima Antlers avec notamment un triplé de Cristiano Ronaldo, meilleur buteur (4 buts) et Ballon d'Or du tournoi. Il s'agit du deuxième titre des Madrilènes dans cette compétition.
- 23 décembre : L'AC Milan s'impose aux tirs au but face à la Juventus FC à l'occasion de l'édition 2016 de la Supercoupe d'Italie, jouée à Doha, capitale du Qatar (1-1 a.p. 4 tab 3).

## Champions nationaux 2015-2016
- Algérie : USM Alger
- Allemagne : Bayern Munich
- Angleterre : Leicester City
- Antigua-et-Barbuda : Hoppers FC
- Argentine : Lanús
- Australie : Adelaïde United
- Autriche : Red Bull Salzbourg
- Belize : Belmopan Bandits
- Belgique : FC Bruges
- Bolivie : CD Jorge Wilstermann
- Brésil : Sociedade Esportiva Palmeiras
- Cameroun : UMS de Loum
- Canada : Toronto FC
- Chili : CD Universidad Católica
- Chine : Guangzhou Evergrande
- Chypre : APOEL Nicosie
- Colombie : CD Independiente Medellín
- Corée du nord : Hwaebul SC
- Corée du sud : FC Séoul
- Costa Rica : CS Herediano
- Côte d'Ivoire : AS Tanda
- Croatie : Dinamo Zagreb
- Cuba : FC Villa Clara
- Danemark : FC Copenhague
- Écosse : Celtic FC
- Egypte : Al Ahly
- Espagne : FC Barcelone
- États-Unis : Sounders FC de Seattle
- Finlande : IFK Mariehamn
- France : Paris Saint-Germain
- Grèce : Olympiakos
- Guatemala : Deportivo Suchitepéquez
- Haïti : Racing Gonaïves
- Honduras : CD Olimpia
- Hongrie : Ferencváros
- - Inde : Bengaluru FC (I-League)
  - Indian Super League :  Atlético de Kolkata
- Irlande : Dundalk FC
- Irlande du Nord : Crusaders FC
- Italie : Juventus Turin
- Israël : Hapoël Beer-Sheva
- Jamaïque : Montego Bay United UFC
- Maroc : Fath US
- Mexique : Pachuca
- Nicaragua : Real Estelí FC
- Norvège : Rosenborg BK
- Pays-Bas : PSV Eindhoven
- Panama : CD Plaza Amador
- Paraguay : Club Libertad
- Pérou : Sporting Cristal
- Pologne : Legia Varsovie
- Portugal : Benfica Lisbonne
- Qatar : Al Rayyan
- RD Congo : TP Mazembe
- République tchèque : FC Viktoria Plzeň
- Roumanie : AFC Astra Giurgiu
- Russie : CSKA Moscou
- Salvador : CD Dragón
- Sénégal : US Gorée
- Serbie : Étoile rouge de Belgrade
- Slovaquie : FK AS Trenčín
- Slovénie : Olimpija Ljubljana
- Suède : Malmö FF
- Suriname : Inter Moengotapoe
- Suisse : FC Bâle
- Trinité-et-Tobago : Central FC
- Tunisie : Étoile du Sahel
- Turquie : Beşiktaş JK
- Ukraine : Dynamo Kiev
- Uruguay : CA Peñarol

## Coupes nationales 2015-2016
- Sri Lanka : Army SC

## Principaux décès
- Johan Cruyff, footballeur néerlandais.
- Cesare Maldini, entraîneur italien.
- João Havelange, dirigeant brésilien.
- Laurent Pokou, footballeur ivoirien.
- Carlos Alberto, footballeur brésilien.
- Trifon Ivanov, footballeur bulgare.
- Stephen Keshi, footballeur puis entraîneur nigérian.